# Prem Rog
Prem Rog (hindi:प्रेम रोग) è un film indiano di Bollywood del 1982 diretto e prodotto da Raj Kapoor. Prem Rog significa letteralmente "Malato d'amore", ed il film racconta le vicende di un uomo innamorato di una donna vedova di uno stato sociale superiore al suo. Il film ha ricevuto numerose nomination ai Filmfare Awards, vincendo quello per il miglior regista, per la migliore attrice (Padmini Kolhapure), al miglior montaggio ed ai migliori testi musicali.